# Antonio Cámpolo
Antonio Cámpolo (* 7. Februar 1897 in Montevideo; † 22. Mai 1959 ebenda) war ein uruguayischer Fußballspieler.

## Verein
Der auf dem linken Flügel eingesetzte Cámpolo gehörte von 1916 bis 1931 dem Kader von Peñarol Montevideo in der Primera División an. In diesem Zeitraum gewannen die Aurinegros in den Jahren 1918, 1921, 1928 und 1929 jeweils die uruguayische Meisterschaft. Überdies wurde man 1924 während der Phase der Spaltung der Organisationsstruktur des uruguayischen Fußballs Meister in der von der Federación Uruguaya de Football (FUF) ausgespielten Parallel-Meisterschaft.

## Nationalmannschaft
Cámpolo war auch Mitglied der uruguayischen A-Nationalmannschaft. Insgesamt absolvierte er von seinem Debüt am 18. Juli 1918 bis zu seinem letzten Spiel für die Celeste am 17. November 1929 21 Länderspiele. Dabei erzielte er drei Treffer. Cámpolo nahm mit der Nationalelf an den Südamerikameisterschaften 1920 (drei Spiele, ein Tor), 1921 (drei Spiele, kein Tor) und 1929 (drei Spiele, kein Tor) teil. 1920 gewann er mit Uruguay den Titel. Bei den Olympischen Sommerspielen 1928 feierte Cámpolo mit dem Kader der Celeste schließlich seinen größten Karriereerfolg. Die Mannschaft wurde Olympiasieger.
Überdies gewann er mit der heimischen Nationalelf auch die Copa Gran Premio de Honor Uruguayo 1918 und die Copa Club Círculo de La Prensa 1919.

## Erfolge
- Olympiasieger 1928
- Südamerikameister 1920
- Copa Gran Premio de Honor Uruguayo
- Copa Club Circulo de La Prensa 1919
- 5× Uruguayischer Meister (1918, 1921, (1924), 1928, 1929)